# Sławatycze (gemeente)
De gemeente Sławatycze is een landgemeente in het Poolse woiwodschap Lublin, in powiat Bialski.
De zetel van de gemeente is in Sławatycze.
Op 30 juni 2004 telde de gemeente 2608 inwoners.

## Oppervlakte gegevens
In 2002 bedroeg de totale oppervlakte van gemeente Sławatycze 71,71 km², waarvan:
- agrarisch gebied: 83%
- bossen: 8%

De gemeente beslaat 2,6% van de totale oppervlakte van de powiat.

## Demografie
Stand op 30 juni 2004:
| Omschrijving                   | Totaal | Totaal | Vrouwen | Vrouwen | Mannen | Mannen |
| ------------------------------ | ------ | ------ | ------- | ------- | ------ | ------ |
| eenheid                        | aantal | %      | aantal  | %       | aantal | %      |
| inwoners                       | 2608   | 100    | 1326    | 50,8    | 1282   | 49,2   |
| bevolkingsdichtheid (inw./km²) | 36,4   | 36,4   | 18,5    | 18,5    | 17,9   | 17,9   |

In 2002 bedroeg het gemiddelde inkomen per inwoner 1481,8 zł.

## Administratieve plaatsen (sołectwo)
Jabłeczna, Krzywowólka, Krzywowólka-Kolonia, Liszna, Mościce Dolne, Nowosiółki, Parośla-Pniski, Sajówka, Sławatycze, Sławatycze-Kolonia, Terebiski, Zańków.

## Aangrenzende gemeenten
Hanna, Kodeń, Tuczna. De gemeente grenst ook Wit-Rusland via de Bug.